# 男が女を愛する時
「男が女を愛する時」（原題： When a Man Loves a Woman）は、アメリカ合衆国の歌手、パーシー・スレッジが1966年にデビュー・シングルとして発表した楽曲。アメリカの総合チャートであるBillboard Hot 100と、『ビルボード』誌のR&Bシングル・チャートの両方で1位を獲得し、後に多くのアーティストによってカヴァーされた。1991年にはマイケル・ボルトンによるカヴァーもBillboard Hot 100で1位を獲得している。

## 背景
元々は、パーシー・スレッジが自身の失恋を元にして書いた曲「Why Did You Leave Me, Baby?」から発展した曲で、スレッジを見出したDJ／プロデューサーのクイン・アイヴィーが歌詞を推敲するよう指示して完成に至った。作詞・作曲者としてクレジットされているカルヴィン・ルイスとアンドリュー・ライトは、スレッジがソロ・デビュー前に在籍していたグループ、The Esquiresのメンバーであり、スレッジはアレンジに手を貸してくれた2名にクレジットを譲ったという。パーシー・スレッジは、アラバマの田舎でラジオでカントリー音楽を聴いて育ち、21歳になるまで黒人の歌手がいるとは、知らなかったという。
プロデュースは、クイン・アイヴィーと、本作のレコーディングでギターを演奏したマーリン・グリーンによる。

## 解説
本作は1966年5月28日に全米1位を獲得し、2週連続で1位にとどまった。イギリスでは1966年5月14日付の全英シングルチャートに49位で初登場して、6月25日付のチャートで最高4位に達した。オランダでは1966年6月18日付のアルバム・チャートに初登場して、7月9日付で最高10位に達した。
そして、21年後の1987年にはイギリスでリバイバル・ヒットしており、この年に発売された再発シングルは、1966年当時を上回る全英2位に達した。また、同年にはオランダ、スイス、フランス等でもチャート・インしている。
ローリング・ストーンの選ぶオールタイム・グレイテスト・ソング500（2010年版）では53位にランク・インした。
「男が女を愛する時」は、1994年公開のアメリカ映画『男が女を愛する時』の主題歌に使用された。その他にも、1979年公開のアメリカ映画『アメリカン・グラフィティ2』、1983年公開のアメリカ映画『再会の時』、1992年公開のイギリス映画『クライング・ゲーム』、2001年公開のアメリカ映画『フレディのワイセツな関係』、2006年公開のアメリカ映画『シャギー・ドッグ』など、多くの映画のサウンドトラックで使用されてきた。

## カヴァー

### ベット・ミドラー
ベット・ミドラーは、自身が主演した映画『ローズ』（1979年公開）の劇中で「男が女を愛する時」を歌い、同作のサウンドトラック・アルバムにも収録された。やはり『ローズ』のサウンドトラックで使用された「ラヴ・ミー・ウィズ・ア・フィーリング」をB面に収録したシングルもリリースされて、1980年3月には全米35位に達した。

### マイケル・ボルトン
マイケル・ボルトンが1991年に発表したカヴァーは、同年には全米1位を獲得。また、ボルトンはこの曲でグラミー賞最優秀男性ポップ・ボーカル・パフォーマンス賞を受賞し、自身にとって2度目のグラミー受賞を果たした。
日本では、カップリング曲を「ジョージア・オン・マイ・マインド」に変更したCDシングルとしてリリースされた。

## アルバム収録
- スペンサー・デイヴィス・グループ - アルバム『オータム'66』（1966年）に収録。
- ウェス・モンゴメリー - アルバム『ア・デイ・イン・ザ・ライフ』（1967年）に収録。
- キング・カーティス&ザ・キングピンズ - アルバム『King Size Soul』（1967年）に収録。
- ルー・ロウルズ - アルバム『The Way It Was The Way It Is』（1969年）に収録。
- ジェリー・リー・ルイス - アルバム『サザン・ルーツ』（1973年）に収録。
- レオン・ラッセル - アルバム『Americana』（1978年）に収録。
- 上田正樹 - 映画『限りなく透明に近いブルー』サウンドトラック（1979年）に収録。
- ナタリー・コール - アルバム『Happy Love』（1981年）に収録。
- ローズマリー・バトラー - 1984年公開の日本映画『愛情物語』のサウンドトラックで歌唱。
- 世良公則 - アルバム『THIS IS』（1986年）に収録。
- 西城秀樹 - ライヴで頻繁に歌い、ライヴ・アルバム『BIG GAME'80 HIDEKI』（1980年）などに収録。スタジオ録音のヴァージョンはカヴァー・アルバム『Strangers in the Night』（1986年）に収録された。映像としては、30代最後のコンサート『HIDEKI SAIJO CONCERT 39 -Thank you-』 （1996年）にもおさめられている。
- アート・ガーファンクル - アルバム『レフティー』（1988年）に収録。
- 小野正利 - カヴァー・アルバム『For Pure Lovers』（1994年）に収録。
- グレゴリアン - アルバム『マスターズ・オブ・チャント』（1999年）に収録。
- 和泉宏隆（フュージョン） - カヴァー・アルバム『Hirotaka Izumi covers LOVE SONGS』（2005年）に収録。
- アーロン・ネヴィル - カヴァー・アルバム『ソウル・クラシックを歌う』（2006年）に収録。
- 島津亜矢 - カヴァー・アルバム『SINGER 2』（2013年）に収録。